# Умидии
Умидиите (Ummidii) са римски род от gens Ummidia, който през първите два века сл.н.e. дава множество водещи сенатори и е в роднинска връзка с императорската династия на Антонините (осиновени императори). Мъжете носят името Умидий (Ummidius), a жените Умидия (Ummidia).
Познати с това име:
- Гай Умидий Дурмий Квадрат, суфектконсул ок. 40 г.
- Умидия Квадратила, баба на суфектконсула от 118 г.
- Гай Умидий Квадрат, суфектконсул 118 г., управител на провинция Долна Мизия ок. 120- 124 ?
- Гай Умидий Квадрат Аниан Вер, суфектконсул 146 г.; син на Гай Умидий Квадрат (суфектконсул 118 г.)
  - Марк Умидий Квадрат Аниан, консул 167 г.
  - Умидия Корнифиция Фаустина
- Марк Клавдий Умидий Квадрат, убит след заговор против Комод
- Умидия Квадрата, племенница на Марк Аврелий, първа съпруга на Гней Клавдий Север (консул 173 г.)